# Tronnier
Tronnier ist der Familienname folgender Personen:
- Adolph Tronnier (1875–1962), deutscher Bibliothekar
- Albrecht Wilhelm Tronnier (1902–1982), einflussreicher deutscher Optik-Konstrukteur des 20. Jahrhunderts
- Georg Tronnier (1873–1962), deutscher Maler
- Hagen Tronnier (1925–2019), deutscher Hautarzt und Hochschullehrer
- Lucie Matthias-Tronnier (vor 1885–nach März 1931), deutsche Theaterschauspielerin, siehe Lucie Matthias
- Louis Tronnier (1897–1952), deutscher Generalmajor
- Richard Tronnier (1878–1947), deutscher Geograf, Oberlehrer, Musikschriftsteller und Komponist
- Volker Martin Tronnier (* 1958), deutscher Neurochirurg und Hochschullehrer